# N322 (België)
De N322 is een gewestweg in België tussen Loker (N375) en Nieuwkerke (N331). De weg is ongeveer 6 kilometer lang.
De gehele weg bestaat uit twee rijstroken voor beide rijrichtingen samen.

## Plaatsen langs N322
- Loker
- Dranouter
- Nieuwkerke